# 1983 في ألمانيا
فيما يلي قوائم الأحداث التي وقعت خلال عام 1983 في ألمانيا.

## سياسة

### تعيين في المنصب
- 1 يناير – يوشكا فيشر عضو في البوندستاغ الألماني.
- 29 مارس – راينر بارزيل رئيس البوندستاغ.
- 1 نوفمبر – فرانز جوزيف ستراوس رئيس البوندسرات.

### انتهاء فترة المنصب
- 31 أكتوبر – يوهانس راو رئيس البوندسرات.

## رياضة
- 7 أغسطس – جائزة ألمانيا الكبرى 1983 الفائز رينيه أرنو.

## ظهور
- 1 يناير – إلكترونيات صناعية

## أفلام
من الأفلام التي صدرت هذه السنة في ألمانيا:
- 1 يناير – الأخطبوطي من إخراج جون جلان (مخرج أفلام).
- 7 أكتوبر – لا تقل أبدا مرة اخرى من إخراج إيرفين كريشنر.

## مواليد

### يناير
- 1 يناير – أندريا أبلاسر
- 6 يناير – سفين كراوس
- 11 يناير – أدريان سوتيل سائق فورمولا 1 ألماني.
- 17 يناير – ألكسندر ماير لاعب كرة قدم ألماني.[1]
- 17 يناير – يوهانس هيربر لاعب كرة سلة ألماني.
- 21 يناير – موريتس فولتس لاعب كرة قدم ألماني.[2]
- 30 يناير – جوردان كارفر ممثلة ألمانية.

### فبراير
- 3 فبراير – كلارا وولتيرينج لاعبة كرة يد ألمانية.
- 5 فبراير – ستيف واتشالسكي لاعب كرة سلة ألماني.
- 23 فبراير – هينينج بوميل درّاج طريق ألماني.

### مارس
- 13 مارس – إركان فيسلولو لاعب كرة سلة تركي.
- 23 مارس – ساتشا ريثر لاعب كرة قدم ألماني.[3]
- 23 مارس – هاكان بالتا لاعب كرة قدم تركي.[4]
- 30 مارس – هولغر جلاندورف لاعب كرة يد ألماني.[5]

### أبريل
- 1 أبريل – كريستيان شولز لاعب كرة قدم ألماني.[6]
- 6 أبريل – كريستيان سبرنجر لاعب كرة يد ألماني.[7]
- 13 أبريل – فيليب هيرفاغن لاعب كرة قدم ألماني.[8]
- 18 أبريل – سفيان شاهد لاعب كرة قدم تونسي.[9]
- 20 أبريل – ماكس نيوكيرتشنير
- 27 أبريل – بيدون روزيتا[10]

### مايو
- 18 مايو – إي جاي رولاند لاعب كرة سلة أمريكي.
- 19 مايو – شارلوت بيكر درّاجة طريق ألمانية.

### يونيو
- 5 يونيو – نادينة شون سياسية ألمانية.
- 15 يونيو – جوليا فيشر
- 24 يونيو – جاسمين مغبل
- 30 يونيو – ماركوس بورغهاردت

### يوليو
- 5 يوليو – أن مولر لاعبة كرة يد ألمانية.
- 16 يوليو – ديرك مادريتش لاعب كرة سلة ألماني.
- 18 يوليو – يان شلاودراف لاعب كرة قدم ألماني.[11]
- 20 يوليو – سيمون شتادلر لاعب كرة مضرب ألماني.
- 24 يوليو – ياسين إيدبيهي لاعب كرة سلة ألماني.

### أغسطس
- 1 أغسطس – دانييل هاس لاعب كرة قدم ألماني.[12]
- 8 أغسطس – باستيان كنيتيل لاعب كرة مضرب ألماني.
- 12 أغسطس – مريم أوزرلي[13]
- 14 أغسطس – هايكو فيسترمان لاعب كرة قدم ألماني.[14]
- 28 أغسطس – كريستيان باندر لاعب كرة قدم ألماني.[15]

### سبتمبر
- 3 سبتمبر – ألكساندر كلفز مغني ألماني.[16]
- 14 سبتمبر – جنيفر زيتز لاعبة كرة قدم ألمانية.[17]
- 15 سبتمبر – كريستيان ويبر لاعب كرة قدم ألماني.[18]
- 16 سبتمبر – نورا ريتشه لاعبة كرة يد ألمانية.
- 28 سبتمبر – مايكل كراوس لاعب كرة يد ألماني.

### أكتوبر
- 5 أكتوبر – فلوريان ماير لاعب كرة مضرب ألماني.
- 10 أكتوبر – أنيا نيديك ممثلة ألمانية.[19]
- 13 أكتوبر – ألكسندر ستولز لاعب كرة قدم ألماني.[20]
- 16 أكتوبر – فيليب كولشرايبر لاعب كرة مضرب ألماني.
- 19 أكتوبر – ألكساندر ميير لاعب كرة قدم ألماني.[21]
- 21 أكتوبر – كاشا تيري لاعبة كرة سلة أمريكية.
- 26 أكتوبر – بول مارتنز درّاج طريق ألماني.

### نوفمبر
- 1 نوفمبر – ميكايلا شايفر[22]
- 5 نوفمبر – مايك هانكه لاعب كرة قدم ألماني.[23]
- 11 نوفمبر – فيليب لام لاعب كرة قدم ألماني.[24]
- 22 نوفمبر – بيتر نيميير لاعب كرة قدم ألماني.[25]

### ديسمبر
- 7 ديسمبر – ليندا بريسونيك لاعبة كرة قدم ألمانية.[26]
- 12 ديسمبر – كريستين بيير لاعبة كرة يد ألمانية.
- 12 ديسمبر – مايكل هاس لاعب كرة يد ألماني.
- 16 ديسمبر – دومينيك كلاين لاعب كرة يد ألماني.[27]

## وفيات

### يناير
- 1 يناير – أوتو تسيرر (مواليد 1909) مؤرخ ألماني.[28]
- 31 يناير – رودي بارت (مواليد 1901)[29]

### مارس
- 15 مارس – ويلهلم مولر (مواليد 1906)[30]

### أبريل
- 28 أبريل – هانز فالتر أوست (مواليد 1900) صحفي ألماني.

### مايو
- 7 مايو – بيتر إيدل (مواليد 1921) كاتب ومؤلف ألماني.

### يونيو
- 1 يونيو – أنا زيجرس (مواليد 1900) كاتبة ألمانية.[31]

### يوليو
- 1 يوليو – إريش يوسكوفياك (مواليد 1926) لاعب كرة قدم ألماني.
- 5 يوليو – هانس ويسويلير (مواليد 1919)[32]

### سبتمبر
- 5 سبتمبر – كارولين ماتيلد أميرة ساكس كوبورج وغوتا (مواليد 1912)
- 18 سبتمبر – هورست تايخمان (مواليد 1904) فيزيائي ألماني.
- 20 سبتمبر – هاينز بيك (مواليد 1912) فيزيائي ألماني.[33]

### نوفمبر
- 11 نوفمبر – كارل أوتو بارتنينغ (مواليد 1909) مونتير ألماني.